# Étienne Gilson
Étienne Henri Gilson (fr ; 13 de juny de 1884 - 19 de setembre de 1978) va ser un filòsof i historiador de la filosofia francès. Estudiós de la filosofia medieval, es va especialitzar originàriament en el pensament de Descartes; també va filosofar en la tradició de Tomàs d'Aquino, encara que no se'l considera un filòsof neo-tomista. El 1946 va aconseguir la distinció de ser elegit "Immortal" (membre) de l'Acadèmia francesa. Va ser nominat al Premi Nobel de Literatura.
El 2009, es va crear la International Étienne Gilson Society "per promoure el pensament d'Étienne Gilson i la filosofia clàssica a l'acadèmia i la cultura". Aquesta entitat publica una revista, Studia Gilsoniana.

## Biografia
Nascut a París en una família catòlica originària de Borgonya, Gilson va assistir al seminari menor de Notre-Dame-des-Champs, i després va acabar els seus estudis secundaris al Lycée Henri IV. En acabar el servei militar, durant el qual va començar a llegir René Descartes, va estudiar la llicenciatura (grau), centrant-se en la influència de l'escolàstica en el pensament cartesià. Després d'estudiar a la Sorbona amb Victor Delbos (1862-1916) i Lucien Lévy-Bruhl i al Collège de France amb Henri Bergson, va acabar la seva llicenciatura en filosofia el 1906.
El 1908, es va casar amb Thérèse Ravisé de Melun, i va ensenyar als instituts de Bourg-en-Bresse, Rochefort, Tours, Saint-Quentin i Angers. El 1913, mentre treballava a la Universitat de Lille, va defensar la seva tesi doctoral a la Universitat de París sobre "La llibertat en Descartes i la teologia" ("La Liberté chez Descartes et la Théologie").
La seva carrera va ser interrompuda per l'esclat de la Primera Guerra Mundial, ja que va ser reclutat a l'exèrcit francès com a sergent. Va servir al front i va participar en la batalla de Verdun com a tinent segon. Va ser capturat el febrer de 1916 i va passar dos anys en captivitat. Durant aquest temps es va dedicar a noves àrees d'estudi, entre elles la llengua russa i Sant Bonaventura. Més tard va rebre la Creu de Guerra per la seva valentia en acció.
El 1919, va esdevenir professor d'història de la filosofia a la Universitat d'Estrasburg. De 1921 a 1932, va ensenyar la història de la filosofia medieval a la Universitat de París. Per invitació de la Congregació de Sant Basili, el 1929, va establir el Pontifici Institut d'Estudis Medievals a Toronto juntament amb el St. Michael's College de la Universitat de Toronto, que a principis de la dècada del 2020 acull una conferència anual d'Étienne Gilson. Va ser elegit membre de l'Acadèmia Americana de les Arts i les Ciències el 1929. Com a pensador de renom internacional, Gilson va ser el primer, juntament amb Jacques Maritain, a rebre un doctorat honoris causa en filosofia per la Universitat Pontifícia de Sant Tomàs d'Aquino (Angelicum) el 1930.
Va ensenyar com a professor visitant de filosofia a la Universitat d'Indiana els anys 1939 i 1940. També va ensenyar durant tres anys a Harvard. Va ser elegit membre de l'Acadèmia francesa el 1946. El 1948, va ser elegit membre internacional de la American Philosophical Society.
Amb la mort de la seva dona, Thérèse Ravisé, el 12 de novembre de 1949, Gilson va patir un xoc emocional considerable.
El 1951, va cedir la seva càtedra a Martial Gueroult al Collège de France per dedicar-se completament al Pontifici Institut d'Estudis Medievals fins al 1968. Va conèixer el teòleg jesuïta i cardenal Henri de Lubac. La seva correspondència ha estat publicada. Tot i que Gilson va ser principalment un historiador de la filosofia, també va estar al capdavant del renaixement del tomisme al segle xx, juntament amb Jacques Maritain. El seu treball ha rebut elogis de la crítica per part de Richard McKeon.

## Obres
Gilson va emprendre una anàlisi en profunditat del tomisme des d'una perspectiva històrica. Per a Gilson, el tomisme no és certament idèntic a l'escolàstica en el sentit pejoratiu, sinó més aviat una revolta contra ell.

## Publicacions
- La Liberté chez Descartes et la Théologie, Alcan, 1913 (reprint: Vrin, 1982).
- Index scolastico-cartésien, Alcan, 1913 (second revised edition: Vrin, 1979).
- Le thomisme, introduction au système de saint Thomas, Vrin, 1919. Chapter from English translation on Faith & Reason Arxivat 2011-06-05 a Wayback Machine..
- Études de philosophie médiévale, Université de Strasbourg, 1921.
- La philosophie au moyen-âge, vol.I : De Scot Erigène à saint Bonaventure, Payot, 1922.
- La philosophie au moyen-âge, vol.II : De saint Thomas d'Aquin à Guillaume d'Occam, Payot, 1922.
- La philosophie de saint Bonaventure, Vrin, 1924.
- René Descartes. Discours de la méthode, texte et commentaire, Vrin, 1925.
- Saint Thomas d'Aquin, Gabalda, 1925.
- Introduction à l'étude de Saint Augustin, Vrin, 1929.
- Études sur le rôle de la pensée médiévale dans la formation du système cartésien, Vrin, 1930.
- L'esprit de la philosophie médiévale, Vrin, 1932.
- Les Idées et les Lettres, Vrin, 1932.
- Pour un ordre catholique, Desclée de Brouwer, 1934.
- La théologie mystique de saint Bernard, Vrin, 1934.
- Le réalisme méthodique, Téqui, 1935.
- Christianisme et philosophie, Vrin, 1936.
- The Unity of Philosophical Experience, Scribner's, 1937.
- Héloïse et Abélard, Vrin, 1938.
- Dante et la philosophie, Vrin, 1939.
- Réalisme thomiste et critique de la connaissance, Vrin, 1939.
- God and Philosophy, 1941.
- Théologie et histoire de la spiritualité, Vrin, 1943.
- Notre démocratie, S.E.R.P., 1947.
- L'être et l'essence, Vrin, 1948.
- Saint Bernard, textes choisis et présentés, Plon, 1949.
- Being and Some Philosophers (Toronto: Pontifical Institute of Medieval Studies, 1952)
- L'École des Muses, Vrin, 1951.
- Jean Duns Scot, introduction à ses positions fondamentales, Vrin, 1952.
- Les métamorphoses de la cité de Dieu, Vrin, 1952.
- Being and Some Philosophers, 2nd ed. (Toronto: Pontifical Institute of Medieval Studies, 1952)
- History of Christian Philosophy in the Middle Ages (London: Sheed and Ward, 1955)
- Peinture et réalité, Vrin, 1958.
- Le Philosophe et la Théologie, Fayard, 1960.
- Introduction à la philosophie chrétienne, Vrin, 1960.
- La paix de la sagesse, Aquinas, 1960.
- Trois leçons sur le problème de l'existence de Dieu, Divinitas, 1961.
- L'être et Dieu, Revue thomiste, 1962.
- Introduction aux arts du Beau, Vrin, 1963.
- The Spirit of Thomism, 1964.
- Matières et formes, Vrin, 1965.
- Les tribulations de Sophie, Vrin, 1967.
- La société de masse et sa culture, Vrin, 1967.
- Hommage à Bergson, Vrin, 1967.
- Linguistique et philosophie, Vrin, 1969.
- D'Aristote à Darwin et retour, Vrin, 1971.
- Dante et Béatrice, études dantesques, Vrin, 1974.
- Saint Thomas moraliste, Vrin, 1974.
- L'athéisme difficile, Vrin, 1979